# 黄力夫
黄力夫（英語：Leaf Huang, 1946年9月23日—）是一位美国华人生物化学家，主要研究基因治疗及药物靶向。

## 生平
1946年出生于中国，后随父母搬去台湾，1968年获得國立臺灣大學物理系学士学位，1974年获密西根州立大学博士学位，1976年进入田纳西大学担任助教，1980年升任副教授，1985年升任教授，1991年加入匹茲堡大学担任教授，2005年加入北卡罗来纳大学教堂山分校担任药学院教授。